# Laurence Olivier Award for Best Costume Design
Der Laurence Olivier Award for Best Costume Design (deutsch: Laurence Olivier Award für das beste Kostümdesign) ist ein britischer Theater- und Musicalpreis, der erstmals 1991 vergeben wurde.

## Geschichte und Hintergrund
Die Laurence Olivier Awards werden seit 1976 jährlich in zahlreichen Kategorien von der Society of London Theatre vergeben. Sie gelten als höchste Auszeichnung im britischen Theater und sind vergleichbar mit den Tony Awards am amerikanischen Broadway. Ausgezeichnet werden herausragende Darsteller und Produktionen einer Theatersaison, die im Londoner West End zu sehen waren. Die Nominierten und Gewinner der Laurence Olivier Awards „werden jedes Jahr von einer Gruppe angesehener Theaterfachleute, Theaterkoryphäen und Mitgliedern des Publikums ausgewählt, die wegen ihrer Leidenschaft für das Londoner Theater“ bekannt sind. Eine der Preiskategorien ist der Laurence Olivier Award for Best Costume Design, der erstmals 1991 vergeben wurde.

## Gewinner und Nominierte
Die Übersicht der Gewinner und Nominierten listet pro Jahr die nominierten Bühnenbildner und Produktionen. Der Gewinner eines Jahres ist grau unterlegt und fett angezeigt.

### 1991–1999
| Jahr                             | Designer                                               | Produktion                     |
| 1991                             |                                                        |                                |
| -------------------------------- | ------------------------------------------------------ | ------------------------------ |
| 1991                             | Jasper Conran                                          | The Rehearsal                  |
| 1991                             | Sue Blane                                              | Into the Woods                 |
| 1991                             | Tom Cairns                                             | Sunday in the Park with George |
| 1991                             | Mark Thompson                                          | The Wind in the Willows        |
| 1992                             |                                                        |                                |
| Mark Thompson                    | The Comedy of Errors                                   |                                |
| Ashley Martin-Davis              | The Miser                                              |                                |
| James Merifield                  | The Boys from Syracuse                                 |                                |
| Philip Prowse                    | A Woman of No Importance                               |                                |
| 1993                             |                                                        |                                |
| William Dudley                   | Heartbreak House und The Rise and Fall of Little Voice |                                |
| Bob Crowley                      | Carousel und Hamlet                                    |                                |
| Anthony Powell                   | Hay Fever und Trelawny of the ’Wells’                  |                                |
| Carl Toms                        | An Ideal Husband                                       |                                |
| 1994                             |                                                        |                                |
| Gerald Scarfe                    | An Absolute Turkey                                     |                                |
| Sue Blane                        | Antony and Cleopatra                                   |                                |
| Johan Engels                     | Tamburlaine the Great                                  |                                |
| Anthony Ward                     | The Winter’s Tale                                      |                                |
| 1995                             |                                                        |                                |
| Deirdre Clancy                   | Love’s Labour’s Lost und A Month in the Country        |                                |
| Stephen Brimson Lewis            | Design for Living und Les Parents terribles            |                                |
| David Charles und Jane Greenwood | She Loves Me                                           |                                |
| Clare Mitchell                   | Le Cid und Saint Joan                                  |                                |
| 1996                             |                                                        |                                |
| Anthony Ward                     | A Midsummer Night’s Dream und The Way of the World     |                                |
| Deirdre Clancy                   | Absolute Hell und Twelfth Night                        |                                |
| Nicky Gillibrand                 | A Little Night Music                                   |                                |
| Richard Hudson                   | Volpone                                                |                                |
| 1997                             |                                                        |                                |
| Tim Goodchild                    | The Relapse                                            |                                |
| Louise Belson                    | By Jeeves                                              |                                |
| William Dudley                   | Mary Stuart                                            |                                |
| David C. Woolard                 | Tommy                                                  |                                |
| 1998                             |                                                        |                                |
| Tim Goodchild                    | Three Hours After Marriage                             |                                |
| Nicky Gillibrand                 | Lady in the Dark                                       |                                |
| Ann Hould-Ward                   | Beauty and the Beast                                   |                                |
| William Ivey Long                | Chicago                                                |                                |
| 1999                             |                                                        |                                |
| William Dudley                   | Amadeus und The London Cuckolds                        |                                |
| Maria Björnson                   | Britannicus und Phèdre                                 |                                |
| Bunny Christie                   | As You Like It                                         |                                |
| Robert Jones                     | Henry VIII                                             |                                |

### 2000–2009
| Jahr                        | Designer                             | Produktion                     |
| 2000                        |                                      |                                |
| --------------------------- | ------------------------------------ | ------------------------------ |
| 2000                        | Julie Taymor                         | The Lion King                  |
| 2000                        | Rob Howell                           | Money und Troilus and Cressida |
| 2000                        | Robert Jones                         | The Winter’s Tale              |
| 2000                        | Elise und John Napier                | Candide                        |
| 2001                        |                                      |                                |
| Alison Chitty               | Remembrance of Things Past           |                                |
| Gregg Barnes                | Pageant                              |                                |
| Bob Crowley                 | Cressida und The Witches of Eastwick |                                |
| Roger Kirk                  | The King and I                       |                                |
| 2002                        |                                      |                                |
| Jenny Beavan                | Private Lives                        |                                |
| Martin Pakledinaz           | Kiss Me, Kate                        |                                |
| Kevin Pollard               | Shockheaded Peter                    |                                |
| Anthony Ward                | My Fair Lady                         |                                |
| 2003                        |                                      |                                |
| Jenny Tiramani              | Twelfth Night                        |                                |
| William Dudley              | The Coast Of Utopia                  |                                |
| Mike Nicholls               | Taboo                                |                                |
| Mark Thompson               | Bombay Dreams                        |                                |
| 2004                        |                                      |                                |
| Christopher Oram            | Power                                |                                |
| Mara Blumenfeld             | Pacific Overtures                    |                                |
| Raimonda Gaetaniat          | Absolutely! (Perhaps)                |                                |
| Martin Pakledinaz           | Thoroughly Modern Millie             |                                |
| 2005                        |                                      |                                |
| Deirdre Clancy              | All’s Well That Ends Well            |                                |
| Bob Crowley                 | Mary Poppins                         |                                |
| John Gunter und Mark Bouman | Hamlet                               |                                |
| William Ivey Long           | The Producers                        |                                |
| 2006                        |                                      |                                |
| Es Devlin                   | The Dog in the Manger                |                                |
| Rob Howell                  | Hedda Gabler                         |                                |
| Christopher Oram            | Don Carlos                           |                                |
| Anthony Ward                | Mary Stuart                          |                                |
| 2007                        |                                      |                                |
| Alison Chitty               | The Voysey Inheritance               |                                |
| Tim Hatley                  | Spamalot                             |                                |
| Susan Hilferty              | Wicked                               |                                |
| 2008                        |                                      |                                |
| Vicki Mortimer              | The Man of Mode                      |                                |
| Gregg Barnes                | The Drowsy Chaperone                 |                                |
| Rob Howell                  | The Lord of the Rings                |                                |
| William Ivey Long           | Hairspray                            |                                |
| 2009                        |                                      |                                |
| Tom Piper and Emma Williams | The Histories                        |                                |
| Rob Howell                  | The Norman Conquests                 |                                |
| Christopher Oram            | Twelfth Night                        |                                |
| Matthew Wright              | La Cage aux Folles                   |                                |

### 2010–2019
| Jahr               | Designer                                       | Produktion                    |
| 2010               |                                                |                               |
| ------------------ | ---------------------------------------------- | ----------------------------- |
| 2010               | Tim Chappel und Lizzy Gardiner                 | Priscilla Queen of the Desert |
| 2010               | Peter McKintosh                                | Hello, Dolly!                 |
| 2010               | Christopher Oram                               | Madame de Sade                |
| 2010               | Amy Roberts                                    | The Misanthrope               |
| 2011               |                                                |                               |
| Hildegard Bechtler | After the Dance                                |                               |
| Lez Brotherston    | Design for Living                              |                               |
| Bob Crowley        | Love Never Dies                                |                               |
| Mark Thompson      | London Assurance                               |                               |
| 2012               |                                                |                               |
| Peter McKintosh    | Crazy for You                                  |                               |
| Tim Hatley         | Shrek                                          |                               |
| Rob Howell         | Matilda                                        |                               |
| Catherine Zuber    | South Pacific                                  |                               |
| 2013               |                                                |                               |
| Jon Morrell        | Top Hat                                        |                               |
| Bob Crowley        | The Audience                                   |                               |
| Jenny Tiramani     | Twelfth Night                                  |                               |
| Anthony Ward       | Sweeney Todd: The Demon Barber of Fleet Street |                               |
| 2014               |                                                |                               |
| Mark Thompson      | Charlie and the Chocolate Factory              |                               |
| Nicky Gillibrand   | The Wind in the Willows                        |                               |
| Soutra Gilmour     | Merrily We Roll Along                          |                               |
| Rae Smith          | The Light Princess                             |                               |
| 2015               |                                                |                               |
| Christopher Oram   | Wolf Hall und Bring Up the Bodies              |                               |
| Robert Jones       | City of Angels                                 |                               |
| Paul Tazewell      | Memphis                                        |                               |
| Alejo Vietti       | Beautiful                                      |                               |
| 2016               |                                                |                               |
| Gregg Barnes       | Kinky Boots                                    |                               |
| Hugh Durrant       | Nell Gwynn                                     |                               |
| Jonathan Fensom    | Farinelli and the King                         |                               |
| Katrina Lindsay    | Bend It Like Beckham                           |                               |
| 2017               |                                                |                               |
| Katrina Lindsay    | Harry Potter and the Cursed Child              |                               |
| Gregg Barnes       | Dreamgirls                                     |                               |
| Hugh Durrant       | Cinderella                                     |                               |
| Rob Howell         | Groundhog Day                                  |                               |
| 2018               |                                                |                               |
| Vicki Mortimer     | Follies                                        |                               |
| Hugh Durrant       | Dick Whittington                               |                               |
| Roger Kirk         | 42nd Street                                    |                               |
| Paul Tazewell      | Hamilton                                       |                               |
| 2019               |                                                |                               |
| Catherine Zuber    | The King and I                                 |                               |
| Fly Davis          | Caroline, or Change                            |                               |
| Anna Fleischle     | Home, I’m Darling                              |                               |
| Gabriella Slade    | Six                                            |                               |

### Seit 2020
| Jahr                               | Designer                   | Produktion                     |
| 2020                               |                            |                                |
| ---------------------------------- | -------------------------- | ------------------------------ |
| 2020                               | Joanna Scotcher            | Emilia                         |
| 2020                               | Hugh Durrant               | Goldilocks and the Three Bears |
| 2020                               | Jonathan Lipman            | Fiddler on the Roof            |
| 2020                               | Paloma Young               | & Juliet                       |
| 2021/2022                          |                            |                                |
| Catherine Zuber                    | Moulin Rouge!              |                                |
| Jon Morrell                        | Anything Goes              |                                |
| Christopher Oram                   | Frozen                     |                                |
| Tom Scutt                          | Cabaret                    |                                |
| 2023                               |                            |                                |
| Kimie Nakano                       | My Neighbour Totoro        |                                |
| Frankie Bradshaw                   | Blues for an Alabama Sky   |                                |
| Hugh Durrant                       | Jack and the Beanstalk     |                                |
| Jean Paul Gaultier                 | Fashion Freak Show         |                                |
| 2024                               |                            |                                |
| Marg Horwell                       | The Picture of Dorian Gray |                                |
| Deborah Andrews und Bunny Christie | Guys and Dolls             |                                |
| Ryan Dawson Laight                 | La Cage aux Folles         |                                |
| Hugh Durrant                       | Peter Pan                  |                                |

## Statistik

### Gewinne
- 2 Gewinne: Alison Chitty, Deirdre Clancy, William Dudley, Tim Goodchild, Christopher Oram, Mark Thompson, Vicki Mortimer

### Nominierungen
- 6 Nominierungen: Rob Howell, Christopher Oram

- 5 Nominierungen: Bob Crowley, Mark Thompson, Anthony Ward

- 4 Nominierungen: Gregg Barnes, William Dudley, Hugh Durrant

- 3 Nominierungen: Deirdre Clancy, Nicky Gillibrand, Robert Jones, William Ivey Long, Catherine Zuber

- 2 Nominierungen: Sue Blane, Alison Chitty, Tim Goodchild, Tim Hatley, Roger Kirk, Peter McKintosh, Jon Morrell, Vicki Mortimer, Martin Pakledinaz, Paul Tazewell, Jenny Tiramani